# Ahmed Maher (attivista politico)
Ahmed Maher (Alessandria d'Egitto, 2 dicembre 1980) è un attivista egiziano.
È cofondatore del Movimento giovanile del 6 aprile, una delle principali organizzazioni che ha promosso la protesta popolare contro il regime di Mubarak nel 2011.